# Печёночный торт
Печёночный торт (укр. печінковий торт) — блюдо из печени, напоминающее торт по внешнему виду и принципу сборки, но не являющееся сладким. По сути — это пикантный слоёный пирог, который встречается в украинской, русской и венгерской кухнях. Состоит из коржей или блинов, сделанных из теста на основе муки, перемолотой печени, яиц и других ингредиентов (обжаренная морковь и лук, чеснок, молоко). Используется куриная, говяжья или свиная печень. Коржи выпекаются на сковороде, из них собирается торт. Печёночные коржи промазываются майонезом или похожим соусом, сверху торт украшается майонезом, луком, морковью, варёными яйцами, грибами, зеленью.
Печёночный торт из-за своего богатого вкуса и сложности приготовления считается праздничным блюдом, которое подают во время семейных торжеств, различных праздников.
В Британии и странах Запада печёночный торт (англ. liver cake) готовят как лакомство для собак. Из муки, печени, яиц и молока готовится тесто и выпекается наподобие бисквита.